# Microrutela egana
Microrutela egana är en skalbaggsart som beskrevs av Ohaus 1922. Microrutela egana ingår i släktet Microrutela och familjen Rutelidae. Inga underarter finns listade i Catalogue of Life.